# Château de Saint-Symphorien-des-Monts
Le château de Saint-Symphorien-des-Monts, est un ancien château, d'époque Louis XIII qui se trouvait au nord du château élevé plus tard par le comte de Rougé et qui fut détruit par un incendie en 1916, il ne fut pas reconstruit. Ce domaine est sur le territoire de la commune nouvelle de Buais-Les-Monts (commune déléguée de Saint-Symphorien-des-Monts), dans le département de la (Manche). Seul le parc se visite à certaines périodes.

## Historique

### XIIIesiècle-XIVesiècle
Construction du premier château, ceint de fossés, avec pont-levis. dont ne subsistera qu'un donjon carré.

### XVIIesiècle
Construction d'un nouveau château par de Vauberel en 1620.

### La Révolution
Le château fut saisi en 1793 ainsi que celui de Saint-Hilaire-du-Harcouët.
Antoine Anne Nicolas de Géraldin, venant de mourir, et l'héritier du château, Charles Marie du Bourblanc d'Apreville, ayant émigré, le Directoire du District de Mortain en ordonna la saisie le 8 mars 1793. Elle fut exécutée par les citoyens Charles Guy Piel de Mortain, Le Bordais, et Tencey qui l'assistèrent, tous deux de la commune de Saint-Symphorien des Monts.

### XIXesiècle-XXesiècle
Après la Révolution, la ville loua le château pour y installer la mairie en attendant la pose de la première pierre du nouvel hôtel de ville le 2 août 1828
L'allée couverte des Cartésières (section B no 445) est classé monument historique en 1977.
En 1916, le château est détruit par un incendie et ne sera pas reconstruit. Devenu dangereuses, les ruines seront rasées en 1971 pour l'ouverture du parc au public.

## Architecture

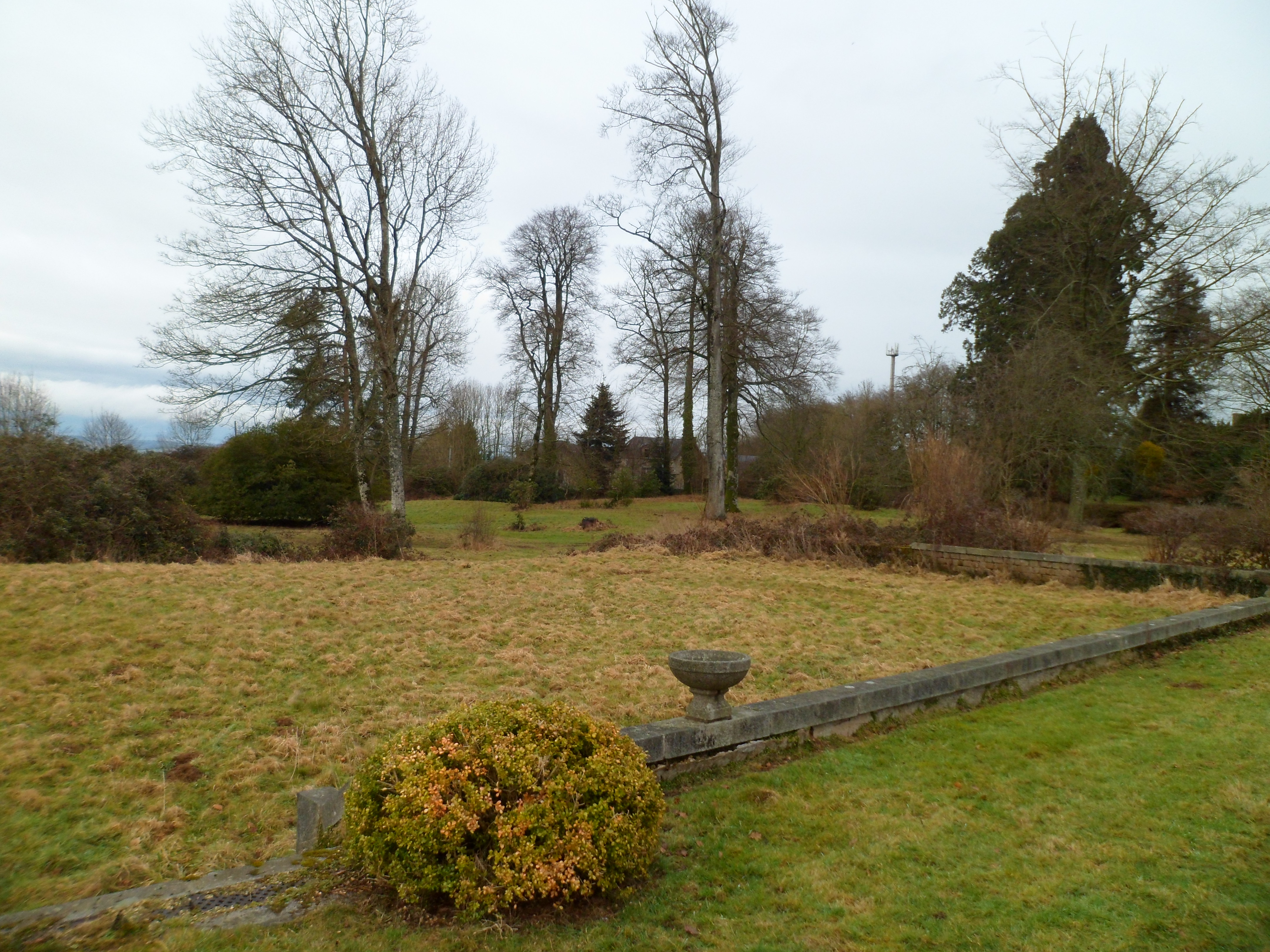
Saint-Symphorien-des-Monts, terrasse de l'ancien château.

Le château construit par de Vauborel comportait seize grandes fenêtres soit huit sur deux niveaux. Les angles des murs étaient en pierres de grand appareil. Il était orienté au sud et on y accédait par un escalier à double révolution. Les combles comportaient six lucarnes sur un toit à forte pente.
La façade donnait sur une cour d'honneur, avec au midi deux pavillons reliés au château par des balustrades en granit. Certaines sont encore visibles entourant le grand portail qui donne accès au parc. Au nord, le donjon carré est le seul élément qui subsiste  du premier château du XIIIe siècle avec une chapelle à l'angle nord-est. Cet ensemble était clos d'un fossé que l'on franchissait par un pont-levis, situé entre les deux pavillons, ainsi qu'un ponceau au nord, et un autre à l'ouest.

### Sous-sol
Les cuisines
Au sous-sol avec sa grande cheminée à hotte garnie d'une crémaillère avec de grands landiers en fonte, six tournebroches dont l'une avec contrepoids en pierre. Potager à  carreaux émaillés, comportant huit trous. Un garde-manger jouxtait la cuisine, avec un grand saloir en pierre avec un couvercle de bois.
Salle d'office
Également pourvue d'une grande cheminée avec crémaillère et différents ustensiles.
Laiterie
Avec trois barattes, deux dressoirs, quinze terrines, une armoire, un coffre et les effets de René Legrand, domestique du marquis Géraldin.
Grand office
En prenant à gauche de la cuisine, il avait une grande cheminée, on y trouvait deux flambeaux octogonaux en étain, de la vaisselle et des couverts en fer, quelques pièces d'argenterie, de la faïence, un petit buffet accroché au mur, des assiettes en terre de Jersey, un grand buffet de chêne, un autre grand buffet fermant à clef et ouvert lors de la saisie par le domestique  Ramard, contenant de l'argenterie, un pain de sucre, un sac de café des Indes, de la porcelaine fine à fleurs.
Petit office au sud
Il; y avait du petit mobilier et divers ustensiles, chandeliers, flambeaux, et plats de faïence.
Caveau
On comptait quatre-vingt bouteilles de vins divers, deux barriques de sel, un caque de hareng, de la vaisselle et ustensiles de services.

### Rez-de-chaussée
Petit cabinet avant l'antichambre
Lors de l'inventaire de 1793, il comprenait un lit à tombeau avec rideaux de Damas vert, une grande armoire, avec une lanterne  de bois pour cérémonies, une vieille tête à perruques, une petite table à pied de biche, deux chaises tapissées en bleu et douze tableaux représentant les empereurs romains.
Antichambre
Outre tables et chaises, deux tapisseries de paysages et sept tableaux de famille avec leurs cadres dorés figuraient à l'inventaire.
Chambre à droite, vers le nord
Cette pièce comportait une cheminée avec sa paire de chenêts double, une plaque de fonte armoyée, un petit trumeau, fauteuils, chaises, guéridon, table de jeu, table de nuit avec son bougeoir d'argent, un bureau en marqueterie galbé, comprenant huit petits tiroirs et un grand, avec un volet au milieu, nécessaire de toilette en or, deux cachets armoyés en or, six tableaux de famille avec leurs cadres dorés. Trois tapisseries de Flandres à paysages, un lit de parade, un thermomètre et un baromètre de Monsieur de Réaumur et divers objets domestiques.
Chapelle au nord
Un autel, et le mobilier liturgique.
Chartrier
Pièce dont l'accès est situé sous l'escalier menant au premier étage.
Grande chambre au nord
Elle renfermait trois grandes armoires ouvragées, dont une à personnages, une longue table à huit pieds, un lit à tombeau en Damas vert, une desserte, un buffet à deux battants, du linge de corps, des habits, des vestes et culottes, des épées et des cartes géographiques, un rouet à filer et son nécessaire et un bahut couvert en peau, quarante morceaux de savon et des parfums.
Salle à manger au sud
Quartorze fauteuils en velours cramoisi garnissaient cette pièce, ainsi que quatre petits tabourets, deux tables à jeux, à pieds de biche, une longue table de huit pieds, un secrétaire, huit tableaux à personnages avec leurs cadres dorés, deux tapisseries relatant l'histoire d'Énée, une encoignure, une cage à oiseaux, une petite table de chevrette, et des rideaux d'indienne aux fenêtres.
La cheminée était garnie d'une paire de chenêts en cuivre, ainsi que le nécessaire : pincette, balai, plaque de fonte armoyée. Au-dessus de la cheminée un grand trumeau représentant L'Amour à la chasse, un secrétaire à douze tiroir, cinq tapisseries des Gobelins à personnages.
Petit salon
Renfermait, en 1789, un orgue avec son buffet, dix fauteuils couverts de panne cramoisie, un poële de faïence blanche de Lorraine, un petit établi, un cabinet scientifique, deux tables de jeux, six chaises en cuir et divers autres objets dont une mappemonde.
Grand salon
Se trouvait un canapé en Damas cramoisi à pieds dorés, ainsi que douze fauteuils recouverts de même, une table de chasse en marbre également à pieds dorés, une table de toilettes, huit tableaux avec leurs cadres dorés, quatre tapisseries de haute lisse fort anciennes dont le sujet était celui de seigneurs partant à la Croisade, et quatre paire de rideaux en soie cramoisis, un petit lit à tombeau aux rideaux jaunes une table de nuit et son nécessaire en faïence.
À l'ouest étaient situés les appartements de la sœur du propriétaire, Mlle Fitz-Gérald :
Chambre
Avec un grand lit à tombeaux de velours cramoisi avec ses bonnes grâces et soubassement de pareil étoffe, différents éléments de literie, dont un édredon en taffetas vert, quatre chaises en tapisserie, un vieux fauteuil, un miroir bordé en argent, une table de toilette en bois de violette, une petite table avec un soubassement sculpté, trois tapisseries à paysages, des rideaux de fenêtres en toile de lin, une table de nuit et son vase en étain, quatre tableaux représentant des membres de la famille.
Petit cabinet situé au nord
Il servait de chambre à la domestique Julie et comporte un petit lit à tombeau avec ses rideaux en serge verte, deux matelas de laine, deux chaises, une malle de cuir contenant ses habits et son linge, une petite table carrée à pieds ployants.

### Premier étage
Grande chambre
S'y trouvait un lit à l'impériale et ses rideaux jaunes (il est précisé que les oreillers sont en plume d'oies), une courtepointe, une commode à trois tiroirs, et un secrétaire à six tiroirs, une table carrée à pieds tournés, six chaises et deux fauteuils, une grande glace, une armoire en chêne contenant le linge  de madame Bazier, femme de charge. On comptait aussi un buffet à trois volets, environ quatre-vingt volumes reliés en peau de veau, une seringue d'étain et différents objets de peu de valeur.
Petit appartement à côté
Un lit et deux chaises en mauvais état.
Autre appartement
C'est ici que  couchait le domestique dénommé Lanoë. On y trouvait aussi les vêtements de la domestique Françoise Guérin, deux chaises tapissées, deux fauteuils, un rouet, une table à pieds tournés.
Chambre au sud
La pièce était garnie d'un vieux buffet d'orgue, de deux lits à tombeau avec leurs rideaux de toile. Un ophicléide, deux trombones, deux lits à tombeaux avec leurs rideaux de toile.
Troisième chambre
Y sont inventoriés un lit dit « à la duchesse » avec son ciel en taffetas vert, des rideaux d'indienne rouge, une paillasse, deux matelas de laine, deux contrepointes deux couvertures de laine, une table de nuit, deux vases de nuit, une fontaine, un cadre doré ancien, une coiffeuse.
Quatrième chambre
Deux chaises tapissées en rouge, une petite table, deux grands fauteuils, un bureau en marqueterie ou se trouvaient des jetons d'argent, un grand lit à rideaux d'indienne, avec courtepointe de coton flammée, deux grandes tapisseries à personnages, une table de nuit et deux vases de nuit.
Cinquième chambre à la suite
Deux lits à tombeau avec leurs couettes de plume d'oie, un traversin de même, un fauteuil bergère.
Réduit
Trois brigandines, une escopette, un petit canon armoyé aux armes du défunt comte, un lit à tombeau à rideaux verts, une table de toilette, une boîte à poudre en argent, une vieille canne, un bassin d'étain et un panier d'osier.

### Mansardes
Dans la dernière volée du grand escalier se trouvent les mansardes ou étaient en 1793, trois couchettes, six vieilles chaises, deux balancelles, un fauteuil, des  vêtements appartenant à Jeanne Robert, un petit buffet, une ancienne chaise à porteurs, deux vieilles tapisseries qui furent jugées de peu de valeur.
Dans un autre grenier se trouvant à l'opposé, un tas de vieux meubles et vieilleries de toutes sortes. Entre les deux mansardes un berceau, un paravent à six feuillets, une mauvaise chaise à « cliche » et des clayettes pour ranger les fruits.

## Pavillon de droite
Il se trouvait à droite en venant de la maison. À l'intérieur y fut trouvé lors de la saisie : un buffet en chêne à deux battants, une paire de housseaux de peau de chèvre à l'usage du défunt comte, une grande valise de cuir, un harpon, un dressoir de chêne, un banc d'église démonté et armoyé, deux vieilles chaises tapissées, une chaîne de géomètre, un vieux porte-armes, un canon, deux dames-jeanne en terre de Ger, un monceau d'ardoises neuves faisant environ deux charretées et trois paquets de lattes. À l'étage deux lits de domestiques, un boisseau de pois de mai et un de pois verts. Dans le fruitier à l'étage : les planches à fruits, une petite échelle, une chaise peinte en rouge, et un petit caveau dont on a les clefs.

## Pavillon de gauche dit «pavillon de l'Horloge»
Deux lits de domestiques avec leurs ballières, trois oreillers de plumes, trois couvertures, quatre draps, trois mille essentes de bois, un petit buffet, et la grande horloge dudit pavillon avec son mouvement. À l'étage une chambre avec deux lits et leurs garnitures, deux flambeaux, une chaise et un petit buffet.

## Le parc
À cheval sur la commune de Saint-Symphorien-des-Monts et sur celle de Lapenty, la perspective du château et le parc sont inscrits à l'Inventaire des Monuments Historiques. Le parc fait 63 hectares dont 10 sont ouverts au public.
Le parc se compose d'une partie haute et d'une partie basse. Il fut aménagé en parc d'agrément pour une partie au début du XVIIIe siècle, devenant un parc à l'anglaise  vers 1830.
Il comporte des arbres plus que centenaires, une grande prairie qui descend en pente douce vers l'étang, et de nombreux massifs composés de rhododendrons, hortensias, acacias, etc.
C'est le comte Charles-Édouard de Miramon Pesteils qui transforma le parc en parc animalier et floral en 1971 sous le nom d'« Eden Parc », puis sous son nom actuel de « parc de Saint-Symphorien-des-Monts ». Il s'enrichit au fil du temps d'animaux et de végétaux rares. À la mort du comte en 1994, son épouse la comtesse Albane de Miramon poursuivit cette œuvre jusqu'à la tempête du 26 décembre 1999 qui abattit environ 3000 arbres parfois plus que centenaires et détruisant les enclos des animaux dont certains s'enfuirent et qu'il fallut abattre pour éviter les accidents (loups, cerfs, etc.).
Depuis cette date le parc resta fermé, ses propriétaires pansant ses plaies afin de pérenniser son existence. Il rouvrit donc pour la « Fête des Jardins » en 2012 avec une série d'animations, dont une exposition de photographies d'Alain-Gilles Bastide, Kurt Stier et Franck Horand, des sculptures de Houriech Stier, Ruta Jusionyte, Annie Haquette, Nadine Portier et François Arias avec son éléphant en fil de fer.
On y trouve toujours des animaux : poneys Shetland, paons, poules hollandaises et autres dans de grandes volières, enclos d'animaux nains (moutons du Cameroun, de Wallachie, d'Ouessant), enclos des aurochs, daims et mouflons.
Le parc fut ouvert au public de 1971 à 1999.
On y trouve également une orangerie dans laquelle il y avait dix huit orangers en 1793, dont seize étaient dans des caisses cerclées de fer. On y trouva également une échelle, un poêle et douze myrthes dans des pots de faïence lors de l'inventaire sur saisie.

### Partie haute

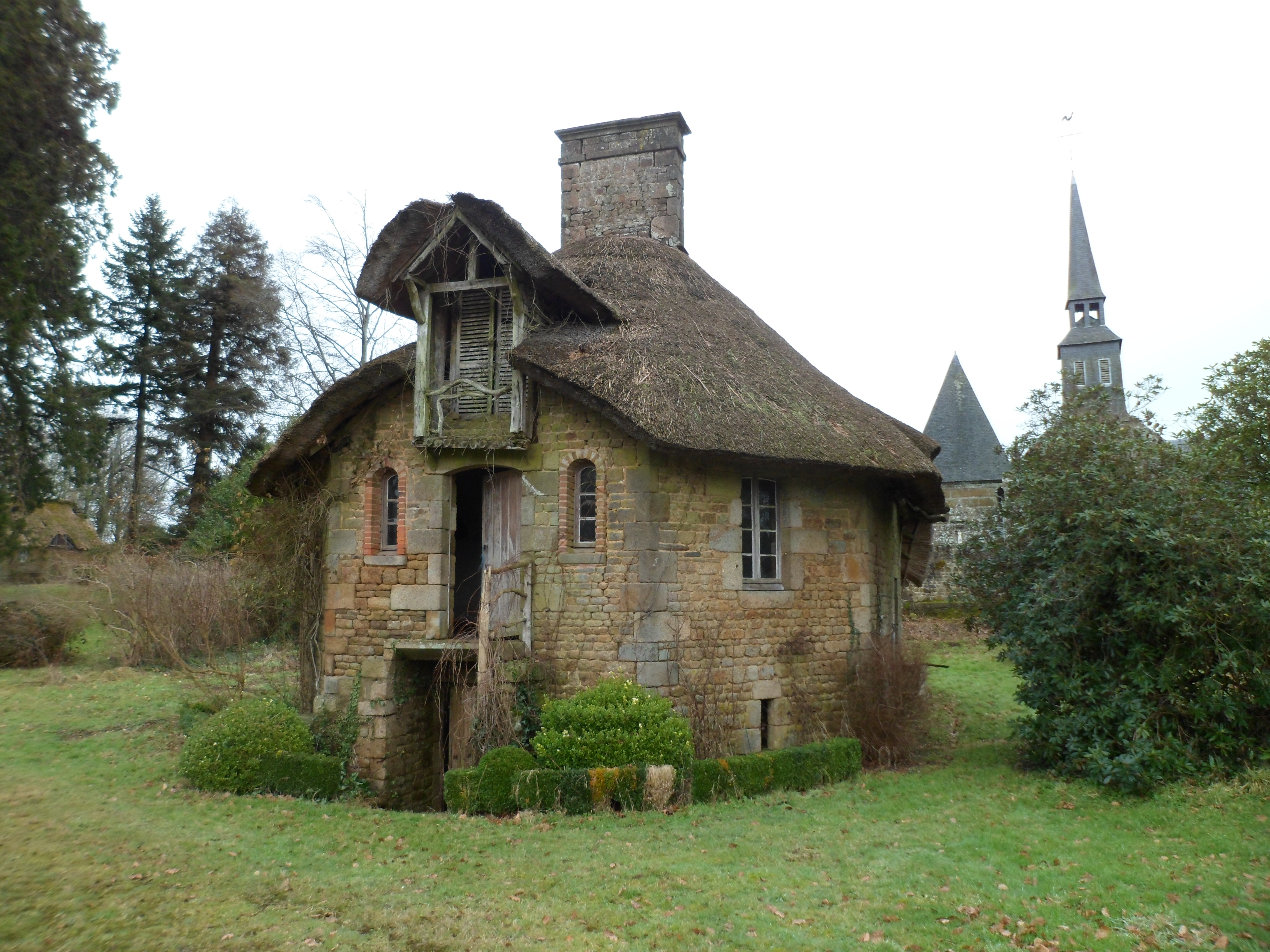
Chaumière dite « maison du jardinier » dans la partie haute du parc.

#### Maison du Jardinier
La maison dite « maison du jardinier » fut construite vers 1830, elle a conservé son toit de chaume.

#### Petites loges
En 1793 existait deux petites loges auprès du grand jardin dont dans la première on trouvait le lit dudit jardinier, deux chaises, un établi, quatre râteaux, deux brouettes, deux pelles, un monceau de bois scié, trois barils, une charrue à parer les allées du jardin, la caisse de graines du jardinier, quatre échelles, douze pots de terre, deux cents planches de sapin, soixante de chêne de dix pieds de long. Deux cents pièces de bois de toute espèce, douze cloches à melon en verre, deux arrosoirs en cuivre, deux autres brouettes, quatre petits arrosoirs, une grande table de marbre noir, des bêches, des râteaux et des outils divers pour le jardinage.

### Partie basse

#### Allée couverte
- Dans la partie basse du parc se trouve l'allée couverte des Cartesières classée monument historique en 1977[11].

#### Chaumière
- L'autre chaumière qui se trouve sur la commune de Lapenty est également recouverte d'un toit de chaume, et a conservé ses ouvertures cintrées ou en accolade, elle date du XVIe siècle[12] inscrite monument historique en 2005[13].

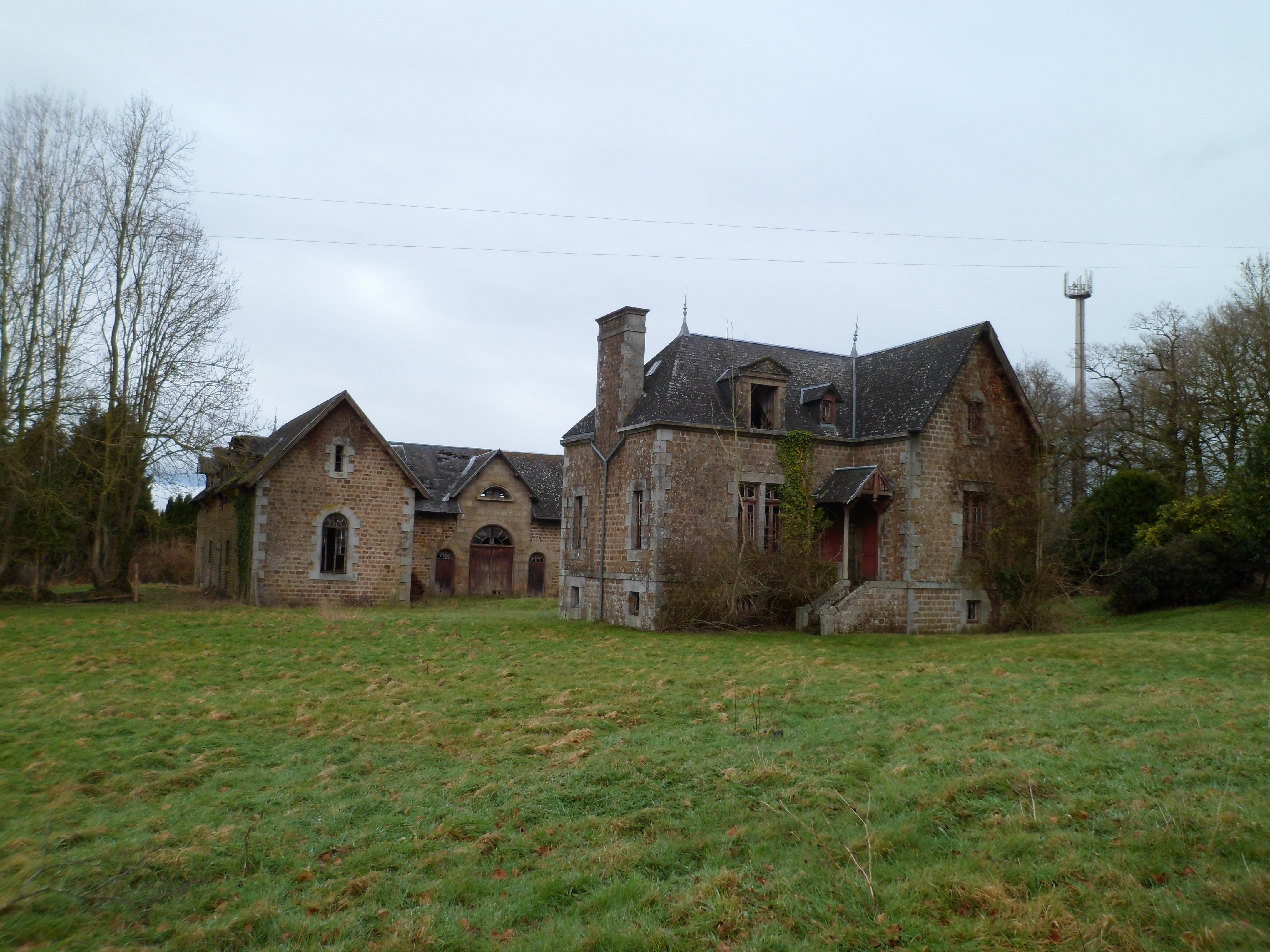
Saint-Symphorien-des-Monts - Basse-Cour (2).

#### Ferme de La Basse-Cour
Sont inscrites en 2005, les façades et les toitures du logis, de l'écurie, de la grange, du poulailler, de la porcherie, du pressoir, et de la boulangerie. L'étable est inscrite dans sa totalité, ainsi que les murs et les grilles de la clôture.
Bergerie
En 1793, furent comptées 136 brebis plus une appartenant au petit domestique René Legrand.
Boulangerie
Deux cuves, un chaudron à lessive, une longue table, deux sacs à passer la farine, la petite pelle pour le four, ainsi que plusieurs autres pelles, deux flambeaux d'airain jaune, une civière, une hache, un seau, et dans le grenier au-dessus : 150 boisseaux de blé-seigle, quatre cents rasières de sarrasin, 75 d'avoine et 25 de froment.
Menuiserie
Comprenait un établi avec tous les outils du menuisier, une cuve et deux autres pleines de charrées, diverses planches, non comptées.
Remise à carrosses
Comprenait un carrosse armoyé avec ses glaces, garni de velours cramoisi, deux autres carrosses ou chaise de poste en bon état de rouler; un corps de carrosse démonté; une chaise à deux porteurs, garnie de soie blanche à l'intérieur, peinte en vert et armoyée aux armes du comte, ci-devant grand bailli du comté de Mortain.
Remises, écuries
Quatre selles en cuir, un rabot, cinq licols, deux bâts à chevaux, plusieurs autres selles dont l'une couverte de velours vert et dans un appartement au bout huit à neuf vieilles selles en mauvais état, une housse de velours jaune à franges d'argent.

Deux chevaux de selle, deux de harnais, trois juments à robe brune, deux ânesses, une mule.
Appartement des garçons d'écuries
Trois couchettes avec leurs matelas, couvertures et draps de toile grossière, les habits, nippes et bottes desdits garçons, une paire de grandes bottes à l'usage du procureur de la maison, et une selle à l'usage de Mr l'aumônier.
Appartement des charretiers
Trois couches avec leurs garnitures, plus deux lanternes de bois, deux autres en fer, une vieille cage, quatre chaises une balancelle, quatre bahuts ou coffres pour les hardes et linges desdits charretiers.
Appartement des fileuses de la basse-cour
Trois couchettes avec leurs ballières, un lit à tombeau pour leur surveillante-maîtresse, trois chaises, trois autres entièrement en bois, un poêle, quatre petits coffres avec les habits des fileuses, douze écuelles d'étain, un chaudron de cuivre rouge, deux chandeliers de cuivre.
Appartement du concierge et garde du château, le sieur Bioche
Une coche garnie, une armoire, une table, carrée, deux bancelles, un fauteuil, deux chaises, sept râteaux à foin, une scie, un fusil à deux coups lui appartenant.
La Forge
Une enclume, un soufflet de forge, deux marteaux, une étoque, un vieux buffet, une couche garnie pour le forgeron, une paire de pinces, une moraille, une machine à tirer le lampas des chevaux, une masse de fer.
Pressoir
Un chapelet de fer, un coursoir, deux fretiaux, vingt bottes  de glui, la maie du pressoir, douze presses de bois pour ladite maie, une meule à repasser les outils.
Grande cave de la Basse-cour
Dix tonneaux de cidre de 800 pots, quatre tonneaux de poiré, une échelle à monter les tonneaux, deux grands entonnoirs, une cuve et deux cuveaux.
Petite cave de la Basse-cour
Quatre tonneaux de cidre, deux barriques de vinaigre, un poulain à tonneaux, divers fûts vides.
Petit caveau sur le parterre
Deux cents bouteilles de vin rouge, douze de vin de Malaga, seize de vin de Grèce, deux mannequins de vieilles eaux-de-vie, un baril d'eau-de-vie fraîche et un panier de bouchons.
Étable
Dix huit bœufs sous poil rouge, dont un de travail.Dix sept vaches, six veaux, huit génisses, un petit taureau.
Porcherie
Cinq grands porcs, quatre autres dont un noir, une truie et six petits.
Colombier
Monsieur le comte ne souhaite aucun oiseau dans le colombier.
Poulailler
Cent volailles : canards et poules, quatorze dindes ou dindons, huit oies ou jars.

## Seigneurs
- Maroches
- Taillefer
- Mahé, épouse Françoise de Bouffigny à Saint-Symphorien début du XVe siècle[24]
- Guillaume I Mahé (? - † 1500) , écuyer et Catherine des Loges, dame des Loges, de Bouffigny, de la Sauldraye. Il rendit aveu de ce fief le 10 mars 1499 et justifia de sa noblesse devant Monfauq[25]. Ils eurent quatre fils : François, Guillaume mort sans postérité ses biens allèrent à ses frères, Jacques Mahé seigneur de la Saudraye et de la Forest, puis de Saint-Symphorien, Olivier seigneur de Moulines, de la Saudraye et du petit bois Allain, et une fille, Marguerite, épouse de Léonard de Vauborel seigneur du bas manoir de Sainte-Marie du Bois.
- François Mahé, seigneur de Saint Symphorien et des Loges-sur-Brecé, il fut prêtre et curé de Montjoye et de Notre-Dame du Bois. Il rendit aveu de la Vallée le 12 avril 1540
- Jacques Mahé (? - † 1556), escuyer, seigneur de Saint-Symphorien-des-Loges et de la Vallée, gentilhomme seigneur et fondateur de la paroisse des Loges à cause de sa maison seigneuriale de La Chaise et de Demoiselle Marie Rousseau de Surlair, issue de la maison et ancienne de Surlair. Il eut deux fils : Guillaume qui suit. Inhumés dans la chapelle dite des seigneurs de St Symphorien joignant l'église, avec un écu armoyé sur le tombeau.
- Guillaume II Mahé (? - † 1578). Il rendit aveu de ce fief le 25 septembre 1517[26] Sur sa tombe, un portrait d'homme armé avec un lion sous ses pieds et un écusson en haut de la tombe avec écrit : Guillaume Mahé. Ecuyer, seigneur de Saint-Symphorien époux de Françoise Champion dont une seule fille :
- Catherine Mahé, mariée le 3 octobre 1574 avec Jehan de Vauborel (? - † 1612), chevalier, seigneur de Lappentis (Lapenty), Champsegray (Chamsegué), de St Sifforian (Saint-Symphorien) et Buais lequel mourut en 1612[27] Cette pierre tombale comporte le dessin d'un homme armé, avec ses trophées d'armes sous ses pieds et deux écussons en haut de la tombe engravés d'une tour portée par un aigle étendu, autour est écrit ci gist messire Jehan de Vauborel et ses titres, lequel mourut en 1612. Dont :
- René de Vauborel, seigneur de Lapenty, de Chamsegué, marié en 1628 à Madeleine de Saint-Simon dont :
- Charles de Vauborel (? - † 30 juin 1684 à St Symphorien), écuyer, seigneur de Lapenty pour moitié et seigneur de Saint-Symphorien-des-Monts, de Scorcines et Buais, épouse à St Symphorien le 10 juillet 1643 Esther de Thère (? - † 21 avril 1684 à St Symphorien).
- Charles II de Vauborel, épouse en 1673 Anne Françoise de Labbey, il vend les comtés de Saint-Symphorien-des-Monts et de Lapenty le 22 novembre 1708 à Nicolas Géraldin[28]
- 1708 - Nicolas Géraldin (1658- † 1746), écuyer, chevalier de la Grande Croix de l'Eperon d'Or en Angleterre, marié en 1684 à Saint Malo avec Anne Malbranck, dont :
- 1746 - Pierre Nicolas Raymond de Géraldin (1687-1769), comte de Lapenty, seigneur de Saint-Symphorien des Monts, de Buais, de Laumone, de Saint-Anne et des Quatre Masures. Marié en 1712 à Françoise de La Luzerne (1686- † 1733), dont :
- 1769 - Antoine Anne Nicolas de Géraldin (1714- † 1793), marquis de Géraldin, comte de Lapenty, seigneur d'Angey, chevalier de Saint-Louis, mestre de camp, commandant de la 1re compagnie dans le régiment de cavalerie irlandais de Filtz-James, grand bailli d'épée du comté de Mortain, époux de Charlotte Blouet de Chagolles. C'était un homme calme, doux, musicien, aimant les sciences et les arts et très appréciés par ses contemporains. Il vivait en compagnie de sa sœur célibataire, dite Melle Fitz-Gérald; de sa fille et de son gendre dans ce château.
- 1790 - Charles Marie Henri du Bourblanc d'Apreville (30 novembre 1766 - † Paris 7 janvier 1839), dit marquis d'Apreville, reçu garde de la marine le 1er juin 1782, lieutenant de vaisseau le 22 juin 1789, épousa le 16 mars 1790 : Antoinette Charlotte  de Géraldin († Mantes 31 mai 1834), qui apporte en dot Saint-Symphorien, Buais, Lapenty. Nommé par le roi Lieutenant-colonel et chevalier de l'Ordre de Saint-Louis, à l'armée de Condé en 1796, nommé par le roi Capitaine de vaisseau en 1814 et donna sa démission de maire de Saint-Symphorien en 1815 . Ce couple fut sans postérité. Ils habitaient alternativement les châteaux de Saint-Hilaire et de Saint-Symphorien. Ne fut pas inquiété par la Révolution car très apprécié de la population, mais trouva plus prudent de partir. Il émigra le 13 août 1791, en compagnie du curé de sa paroisse et de ses vicaires à la faveur  d'un violent orage, et ne reviendra qu'en 1802. Il mourut à Paris des suites d'une opération de la gravelle.

## Armoiries

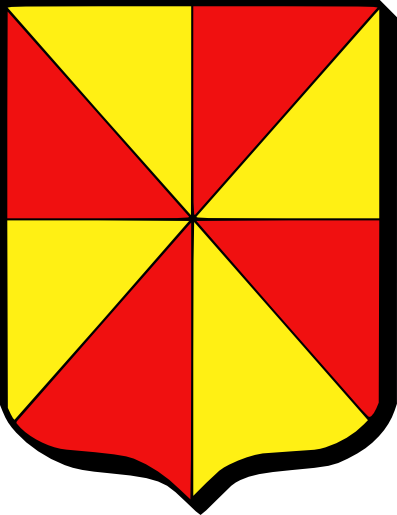
Famille de Mahé

- Des Loges de Bouffigny: "D'argent, au lion de sable lampassé d'or." Des Loges, seigneurs de Bouffigny, au diocèse d'Avranches, en Normandie, maison d'ancienne chevalerie, qui tirait son nom d'une seigneurie située dans l'élection de Mortain, à quatre lieues d'Avranches. Extrait du dictionnaire universel de la noblesse page 506[29].Famille de MahéTaillefer :« D'azur à six cotices en feuilles de scie d'argent »[30]
- De Mahé : « Un giron d'or en champs de gueules et une aigle de sable  en champ d'argent  avec au haut une croix  pattée d'or en champ de gueules »
- De Vauborel : « D'azur à la tour d'argent » supports deux aigles
- Du Bourblanc : « De gueules à la lotir d'or crénelée » ou « De gueules au château d'or »[31] ou « De gueules à la tour crénelée d'or »
- De Cassagnes de Beaufort : « D'azur à un lion d'or, armé et lampassé de gueules, au bâton de gueules en bande-brochant sur le tout » Couronne de marquis. Supports : deux lions

Cassagnes de Beaufort

## Devise
- Des du Bourblanc : « Custodi nos domine » et aussi « Dinam »
- De Cassagnes de Beaufort de Miramon : « Atavis et armis »
- De Mahé "Diex aïe"

## Propriétaires depuis la Révolution
- Marie-Anne de Géraldin, épouse de Villiers
- Comte Jean de Rougé (15 octobre 1880-1960), lègue à son neveu :
- Comte Charles-Édouard de Cassagnes de Beaufort de Miramon Pesteils (? - 1994) et son épouse la comtesse Albane de Miramon Pesteils